# Nakagami Kendzsi
Nakagami Kendzsi (japánul: 中上健次, Hepburn-átírással: Nakagami Kenji) (Singú, 1946. augusztus 2. – Tokió, 1992. augusztus 12.) japán prózaíró, költő.
Singúban született, Vakajama prefektúra erdős-hegyes vidékén, a történelmi Kumanóban, amely régóta egyet jelent a kamik lakta, vándorszerzetesek (hidzsiri) és vajákos hegyi barátok (jamabusi) által frekventált, elvadult tájjal, maga az elmaradottság szimbóluma (Nakagami „Japán ágyékának” nevezte) – s mintha ez nem volna elég, származására nézve burakumin volt, Japán „láthatatlan kisebbségének” tagja, az érinthetetlenek kasztjából való, akikre több mint ezer éve továbbragad a „tisztátalanság” bélyege, mert őseik a buddhizmus és a sintó által is megvetett hentes- meg tímármunkát végeztek, halottakat temettek, szemetet gyűjtöttek, s csak külön erre a célra kijelölt falvakban (buraku) élhettek. Külsőre semmiben sem különböznek a többi japántól, de – törvényellenesen – ma is számon tartják őket.
Nakagami apjának öt gyereke volt négy nőtől, írástudatlan házaló anyjának hat két férfitól, bátyja fiatalon öngyilkos lett. Hatalmas termeténél, fizikai erejénél fogva szumóbirkózónak csábították, ő azonban inkább egy tokiói autógyárban vállalt munkát 19 évesen, majd poggyászkezelő lett a hanedai repülőtéren, s közben írt fáradhatatlanul, történeteket, verseket. 1975-ben Miszaki („A hegyfok”) című kisregényével elnyerte az Akutagava-díjat, elsőül azok közül, akik a második világháború után születtek. Ez is, akárcsak az utána következő művek, a „sikátorról” (rodzsi) vagyis a burakumingettóról, vérfertőzésről, iszákosságról, gyilkosságokról – és az útkeresésről szól. Másik ihletforrása a kumanói babonavilág, a harcosok, útonállók, álmodozók, vidéki papok világa, és az emberi természet sötétebbik oldala: a kegyetlenség, előítélet, deformitás, kéjvágy és erőszak.
Élete utolsó éveiben Nakagami visszatért szülőföldjére, a kumanói népművészet és folklór kutatása, népe művelődésének, tanulásának elősegítése foglalkoztatta.

## Fontosabb művei
- Miszaki („A hegyfok”, 1975)
- Karekinada („A Kareki-tenger”, 1977)
- Szennen no juraku („Ezer év öröme”, 1982)
- Csi no hate, sidzsó no toki („A föld vége, nagy idő”, 1983)
- Nicsirin no cubasza („A nap szárnyai”, 1984)
- Szanka („Dicshimnuszok”, 1990)